# Jorge Casco
Jorge Eduardo Casco (Presidencia Roque Sáenz Peña, provincia del Chaco, Argentina; 2 de marzo de 1955-isla de los Arrecifes, gobernación militar de las Islas Malvinas, Georgias del Sur y Sandwich del Sur, Argentina; 9 de mayo de 1982) fue un oficial aeronáutico militar argentino que murió en combate en la guerra de las Malvinas.
Fue ascendido post mortem al gradro militar de primer teniente y condecorado post mortem con la Medalla al Valor en Combate por ley N.º 25 576 del 11 de abril de 2002. El gobierno argentino por ley nacional N.º 24 950/98 lo incluyó en el listado de los «héroes nacionales», fallecidos en combate en la guerra de las Malvinas.

## Biografía
Jorge Eduardo Casco nació el 2 de marzo de 1955 en Presidencia Roque Sáenz Peña, provincia del Chaco, Argentina.
Se vio forzado a cursar en diferentes establecimientos debido al trabajo de su padre. Finalizó sus estudios secundarios en el Liceo Militar General San Martín.
En 1973 ingresó a la Escuela de Aviación Militar de Córdoba.

## Guerra de las Malvinas
En 1982, Casco era teniente y se encontraba prestando servicios como piloto de A-4C Skyhawk en la IV Brigada Aérea con asiento en El Plumerillo, provincia de Mendoza.
El 9 de mayo de 1982 se le ordenó atacar buques británicos que se encontraban a setenta kilómetros al noroeste de la Puerto Argentino, con el fin de detener un eventual bombardeo naval sobre objetivos estratégicos vitales para las fuerzas argentinas. En esa operación integraban la escuadrilla 4 aviones A-4C (capitán Jorge Osvaldo García, tenientes, Jorge Ricardo Farias, Jorge Casco y alférez Gerardo Guillermo Isaac), indicativo «Trueno», despegaron de Puerto San Julián a las 15:40.
La escuadrilla tuvo problemas, El 1 y el 4 en el reabastecimiento en vuelo, por lo que regresaron a San Julián a las 15:08. Sólo reabastecieron el 2 y el 3, que continuaron su ruta hacia el objetivo fijado. En esa situación el Teniente Casco se encontró volando por debajo del lóbulo del radar misilístico Seadart, o sea a 10-15 m encima de las olas del mar Argentino, afrontando severas condiciones meteorológicas y disponiendo de una visibilidad totalmente desfavorable. Sin embargo, decidió continuar con la misión en búsqueda de objetivos. En las proximidades de las Malvinas, la sección volaba sobre una inmensa capa de nubes. El teniente Casco y el teniente Farías iniciaron el descenso, en formación cerrada, e hicieron contacto visual con las olas a sólo 100/150 metros de altura (techo de las nubes), y siguieron su rumbo, con lloviznas aisladas y bancos de niebla, que los obligaba a aferrarse mutuamente, en busca del objetivo que no encontraban. A las 14:40 pidieron al oficial de control aéreo táctico (OCAT), más datos sobre la posición del buque. No veían las islas, no tenían enlace ni estaban en pantalla con el radar Malvinas. Éste les informó que estimaba que el objetivo se encontraba más al este. Y allí siguieron, en vuelo rasante hasta que se estrellaron en las estribaciones de las Islas Sebaldes, no muy lejos del lugar donde operaba su objetivo, el destructor, HMS Coventry.

## Identificación de sus restos mortales
En mayo de 2008 la embajada del Reino Unido en Argentina comunicó al gobierno argentino el hallazgo de huesos no identificados cercanos a dos aviones Skyhawk siniestrados en la zona de los acantilados de las islas Sebaldes, al noroeste de la isla Gran Malvina.
En consecuencia del anuncio de la sede diplomática del Reino Unido en Argentina, se comenzó a tramitar el traslado de los restos al Banco Nacional de Datos Genéticos del Hospital Durand, que finalmente fueron entregados por la Fuerza Área Argentina en julio de 2008. Los exámenes genéticos determinaron la identidad de Jorge Casco durante la primera semana de marzo de 2009 y ese mismo mes fueron sepultados con honores militares británicos en el Cementerio de Darwin.